# Cyperns förstadivision i fotboll
Cyperns förstadivision i fotboll (grekiska: Πρωτάθλημα Α' Κατηγορίας) är den högsta divisionen i fotboll på Cypern. Per år 2007 var den sponsrad av Laiki Bank.

## Format
Säsongen 2007/08 deltar 14 lag i ligan, detta sedan 1989/90 (med undantag 94/95 då endast 13 lag deltog i ligan). På senare tid har det funnits en diskussion om att reducera antalet lag i ligan, detta för att vissa lag alltid får kämpa i mitten av ligan - utan närhet till europaspel och nedflyttning. Varje lag spelar mot varandra två gånger, en gång på hemmaplan och en gång på bortaplan, vilket ger 26 omgångar. För en vinst får man 3 poäng, för en oavgjord 1 poäng och för en förlust får man inga poäng. Regeln att lagen får tre poäng för en vinst har funnits sedan 1992 - innan det fick det vinnande laget två poäng vid vinst.
Lagen rankas efter antalet poäng, sedan så kollade man på inbördes möten mellan de berörda lagen, därefter rankas de efter målskillnaden (antalet gjorda mål minus antalet insläppta mål) och därefter efter antalet gjorda mål. Om lagen efter detta är oskiljbara får lagen dela på den placering de ligger på. Om det är två eller fler lag som delar på förstaplatsen eller om lag för nedflyttning eller andra liknande situationer (som till exempel kvalifikation för europaspel) delar på en avgörande position så spelas det playoff mellan de berörda lagen ifråga. Detta har dock ej hänt än i den cypriotiska ligan. Fram till säsongen 2005/06 hade målskillnad en större betydelse än inbördes möten, något som nu har ändrats. Det lag som rankas högst när alla matcher är spelade blir cypriotiska mästare. De tre sämsta lagen i ligan relegeras till den cypriotiska andradivisionen och ersätts av de tre bästa i andradivisionen.
Cypern får ha med ett lag i Champions League, vilket blir ligavinnarna, som för närvarande går in i den andra kvalomgången. Vinnarna av den cypriotiska cupen samt tvåorna i ligan får i nuvarande läge spela i Europa Leagues första kvalomgången. Om det vinnande laget i cupen också är ligavinnare ges Europa League-platsen till den andra finalisten. Om cupvinnaren kom tvåa i ligaspelet, och kvalificerade sig för Europa League på detta sätt, går Europa League-platsen till trean i ligaspelet och inte till cupfinalisten.

## Historia

### Mästare i följd
| - 1934/35 – Trast - 1935/36 – APOEL - 1936/37 – APOEL - 1937/38 – APOEL - 1938/39 – APOEL - 1939/40 – APOEL - 1940/41 – AEL Limassol - 1944/45 – EPA Larnaca - 1945/46 – EPA Larnaca - 1946/47 – APOEL - 1947/48 – APOEL - 1948/49 – APOEL - 1949/50 – Anorthosis Famagusta - 1950/51 – Çetinkaya Türk - 1951/52 – APOEL - 1952/53 – AEL Limassol - 1953/54 – Pezoporikos Larnaca - 1954/55 – AEL Limassol - 1955/56 – AEL Limassol - 1956/57 – Anorthosis Famagusta - 1957/58 – Anorthosis Famagusta - 1958/59 spelades ej - 1959/60 – Anorthosis Famagusta - 1960/61 – AC Omonia - 1961/62 – Anorthosis Famagusta - 1962/63 – Anorthosis Famagusta - 1963/64 spelades ej klart - 1964/65 – APOEL - 1965/66 – AC Omonia - 1966/67 – Olympiakos Nicosia | - 1967/68 – AEL Limassol - 1968/69 – Olympiakos Nicosia - 1969/70 – EPA Larnaca - 1970/71 – Olympiakos Nicosia - 1971/72 – AC Omonia - 1972/73 – APOEL - 1973/74 – AC Omonia - 1974/75 – AC Omonia - 1975/76 – AC Omonia - 1976/77 – AC Omonia - 1977/78 – AC Omonia - 1978/79 – AC Omonia - 1979/80 – APOEL - 1980/81 – AC Omonia - 1981/82 – AC Omonia - 1982/83 – AC Omonia - 1983/84 – AC Omonia - 1984/85 – AC Omonia - 1985/86 – APOEL - 1986/87 – AC Omonia - 1987/88 – Pezoporikos Larnaca - 1988/89 – AC Omonia - 1989/90 – APOEL - 1990/91 – Apollon Limassol - 1991/92 – APOEL - 1992/93 – AC Omonia - 1993/94 – Apollon Limassol - 1994/95 – Anorthosis Famagusta - 1995/96 – APOEL - 1996/97 – Anorthosis Famagusta | - 1997/98 – Anorthosis Famagusta - 1998/99 – Anorthosis Famagusta - 1999/00 – Anorthosis Famagusta - 2000/01 – AC Omonia - 2001/02 – APOEL - 2002/03 – AC Omonia - 2003/04 – APOEL - 2004/05 – Anorthosis Famagusta - 2005/06 – Apollon Limassol - 2006/07 – APOEL - 2007/08 – Anorthosis Famagusta - 2008/09 – APOEL - 2009/10 – AC Omonia - 2010/11 – APOEL - 2011/12 – AEL Limassol - 2012/13 – APOEL - 2013/14 – APOEL - 2014/15 – APOEL - 2015/16 – APOEL - 2016/17 – APOEL - 2017/18 – APOEL - 2018/19 – APOEL (28x) - 2019/20 – pandemin. - 2020/21 – Omonia (21x) - 2021/22 – Apollon Limassol (4 titlar) - 2022/23 – |

## Lag
Följande lag deltar i Cyperns förstadivision 2019/2020:
| Lag                   | Stad      | Stadium                          | Kapacitet |
| --------------------- | --------- | -------------------------------- | --------- |
| AEK Larnaca           | Larnaca   | AEK Arena – Georgios Karapatakis | 7 400     |
| AEL Limassol          | Limassol  | Tsirio Stadium                   | 13 331    |
| Anorthosis Famagusta  | Larnaca   | Antonis Papadopoulos Stadium     | 10 230    |
| APOEL                 | Nicosia   | GSP Stadium                      | 22 859    |
| Apollon Limassol      | Limassol  | Tsirio Stadium                   | 13 331    |
| Doxa Katokopia        | Katokopia | Makario Stadium                  | 16 000    |
| Enosis Neon Paralimni | Paralimni | Paralimni Stadium                | 5 800     |
| Ethnikos Achnas       | Achna     | Dasaki Stadium                   | 7 000     |
| Nea Salamis Famagusta | Larnaca   | Ammochostos Stadium              | 5 500     |
| Olympiakos Nicosia    | Nicosia   | Makario Stadium                  | 16 000    |
| Omonia                | Nicosia   | GSP Stadium                      | 22 859    |
| Pafos                 | Pafos     | Stelios Kyriakides Stadium       | 9 394     |